# Emmaüs Habitat
 (mars 2021).
Pour les articles homonymes, voir Emmaüs.
Pour des articles plus généraux, voir Mouvement Emmaüs, Emmaüs International et Emmaüs France.
Emmaüs Habitat (anciennement HLM Emmaüs) est une S.A d'HLM, membre d’Emmaüs France, créée le 19 février 1954 pour construire rapidement en utilisant les dons nombreux envoyés à Emmaüs à la suite de l'Appel de l'Abbé Pierre et en mobilisant crédits votés par le Parlement pour la construction de logements d'urgence.
Emmaüs Habitat gère aujourd'hui un parc d'environ 14 000 logements sociaux en Île-de-France et construit également des logements pour les communautés du Mouvement Emmaüs. Son parc social est situé dans tous les départements de l'Île-de-France.

## L'organisation
Emmaüs Habitat compte, en décembre 2020, près de 250 salariés dont 121 personnels de proximité.
Son siège social se situe à Clichy, dans les Hauts-de-Seine.  Elle est organisée, pour la gestion de son patrimoine, en 2 directions territoriales : Nord-Ouest à Saint-Ouen-l’Aumône (Val-d'Oise) et Sud-Est à Charenton-le-Pont (Val-de-Marne).
Emmaüs Habitat articule son intervention suivant trois axes stratégiques : améliorer la qualité du service rendu à ses locataires, poursuivre la rénovation urbaine et le développement de son patrimoine dans une région francilienne où le besoin du logement est encore trop préoccupant et développer des projets d’innovation sociale.

### Patrimoine
En 2020, Emmaüs Habitat compte de 14 427 logements gérés et 34 foyers et résidences sociales. 129 logements neufs ont été livrés et 43 logements mis en chantier au cours de l’année.